# جون نيكلسون (لاعب كرة قدم)
جون نيكلسون (بالإنجليزية: John Nicholson)‏ (8 مارس 1888 بآير في المملكة المتحدة - 13 يونيو 1970 في المملكة المتحدة) هو لاعب كرة قدم بريطاني (وحمل سابقاً جنسية المملكة المتحدة لبريطانيا العظمى وأيرلندا) في مركز نصف الجناح. لعب مع سانت جونستون ونادي بريستول سيتي ونادي رينجرز.